# British Independent Film Awards 2010

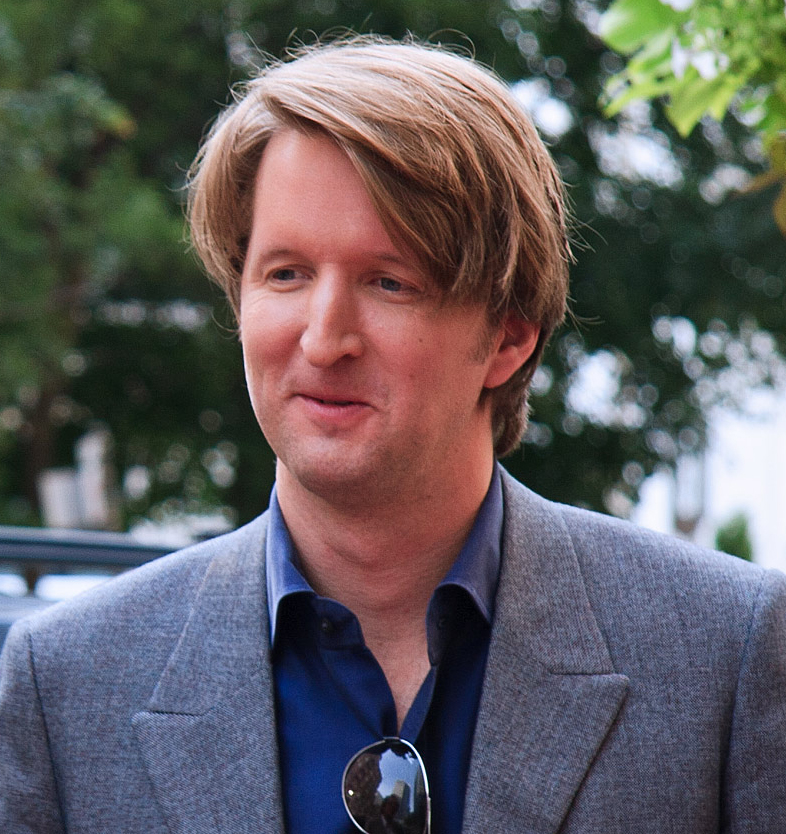
Tom Hooper beim Toronto International Film Festival 2010

Die 13. Verleihung der British Independent Film Awards (BIFA) fand am 5. Dezember 2010 im The Brewery in London statt. Sie wurde wie in den vorhergehenden Jahren von dem britischen Schauspieler James Nesbitt moderiert.
Gewinner des Abends war die britische Filmbiographie The King’s Speech von Regisseur Tom Hooper. In insgesamt sieben Kategorien nominiert, gewann „The King's Speech“ die Preise für den besten Film, das beste Drehbuch (David Seidler), die beste Nebendarstellerin (Helena Bonham Carter), den besten Schauspieler (Colin Firth) und den besten Nebendarsteller (Geoffrey Rush).
Helena Bonham Carter erhielt darüber hinaus den Richard Harris Award für herausragende Leistungen als Schauspielerin.

## Jury
- Duncan Kenworthy (Jury Vorsitzender)
- Franny Armstrong
- Mags Arnold
- Clare Binns
- Finola Dwyer
- Matthew Goode
- Matt Greenhalgh
- Andy Harries
- Gemma Jones
- David MacKenzie
- James Marsh
- Hannah McGill
- Sean Pertwee
- Jamie Sives
- Jason Solomons
- Gary Williamson

## Nominierungen und Preise
| Preis                                | Originalbezeichnung                                          | Nominierungen | Preisträger                                |
| ------------------------------------ | ------------------------------------------------------------ | --- | ------------------------------------------ |
| Bester britischer Independentfilm    | Best British Independent Film                                | - Four Lions - Monsters - Never Let Me Go - Kick-Ass - The King’s Speech | The King’s Speech                          |
| Bester ausländischer Independentfilm | Best Foreign Independent Film                                | - A Prophet - I Am Love - The Secret In Their Eyes - Winter’s Bone - Dogtooth | A Prophet                                  |
| Beste britische Dokumentation        | Best British Documentary                                     | - Enemies of the People - Exit Through the Gift Shop - Waste Land - Fire In Babylon - The Arbor                                                                                            | Enemies of the People                      |
| Bester britischer Kurzfilm           | Best British Short Film                                      | - Baby - The Road Home - Sis - Photograph of Jesus - Sign Language | Baby                                       |
| Bester Schauspieler                  | Best Performance by an Actor in a British Independent Film   | - Jim Broadbent für Another Year - Riz Ahmed für Four Lions - Colin Firth für The King’s Speech - Scoot McNairy für Monsters - Aidan Gillen für Treacle Junior                             | Colin Firth für The King’s Speech          |
| Beste Schauspielerin                 | Best Performance by an Actress in a British Independent Film | - Manjinder Virk für The Arbor - Ruth Sheen für Another Year - Andrea Riseborough für Brighton Rock - Sally Hawkins für Made in Dagenham - Carey Mulligan für Never Let Me Go              | Carey Mulligan für Never Let Me Go         |
| Bester Nebendarsteller               | Best Supporting Actor in a British Independent Film          | - Kayvan Novak für Four Lions - Guy Pearce für The King’s Speech - Geoffrey Rush für The King’s Speech - Bob Hoskins für Made in Dagenham - Andrew Garfield für Never Let Me Go            | Geoffrey Rush für The King’s Speech        |
| Beste Nebendarstellerin              | Best Supporting Actress in a British Independent Film        | - Lesley Manville für Another Year - Helena Bonham Carter für The King’s Speech - Rosamund Pike für Made in Dagenham - Keira Knightley für Never Let Me Go - Tamsin Greig für Tamara Drewe | Helena Bonham Carter für The King’s Speech |
| Beste Regie                          | Best Director of a British Independent Film                  | - Tom Hooper für The King’s Speech - Mike Leigh für Another Year - Matthew Vaughn für Kick-Ass - Gareth Edwards für Monsters - Mark Romanek für Never Let Me Go                            | Gareth Edwards für Monsters                |
| Douglas Hickox Award                 | The Douglas Hickox Award                                     | - Debs Paterson für Africa United - Clio Barnard für The Arbor - Rowan Joffé für Brighton Rock - Chris Morris für Four Lions - Gareth Edwards für Monsters                                 | Debs Paterson für Africa United            |
| Bester Newcomer                      | Most Promising Newcomer                                      | - Manjinder Virk für The Arbor - Andrea Riseborough für Brighton Rock - Tom Hughes für Cemetery Junction - Joanne Froggatt für In Our Name - Conor McCarron für Neds                       | Joanne Froggatt für In Our Name            |
| Bestes Drehbuch                      | Best Screenplay                                              | - David Seidler für The King’s Speech - Alex Garland für Never Let Me Go - Jesse Armstrong für Four Lions - Jane Goldman für Kick-Ass - William Ivory für Made in Dagenham                 | David Seidler für The King’s Speech        |
| Beste Produktion                     | Best Achievement In Production                               | - Skeletons - Streetdance 3D - Monsters - In Our Name - The Arbor | Monsters                                   |
| Beste Technik                        | Best Technical Achievement                                   | - Tim Barker für The Arbor - John Mathieson für Brighton Rock - Sylvain Chomet für The Illusionist - Eve Stewart für The King’s Speech - Gareth Edwards für Monsters                       | Gareth Edwards für Monsters                |
| The Raindance Award                  | The Raindance Award                                          | - Legacy - Son of Babylon - Treacle Junior - Brilliantlove - Jackboots on Whitehall | Son of Babylon                             |

Weitere Preise
- Richards Harris Award für Helena Bonham Carter
- Spezialpreis der Jury für Jenne Casarotto
- The Variety Award für Liam Neeson